# Mississippi (filme)
Mississippi é um filme estadunidense de 1935, do gênero comédia musical, dirigido por A. Edward Sutherland. Esta foi a primeira e única vez que Bing Crosby e W. C. Fields trabalharam juntos. O roteiro é baseado na peça Magnolia de Booth Tarkington, que já havia sido filmada em 1924 como The Fighting Coward e em 1929 como River of Romance..

## Sinopse
Sul dos Estados Unidos, século XIX. Tom Grayson é um cantor que ama a rica Elvira Rumford e é amado por Lucy, a irmã mais nova desta. Tom é pacifista e não aceita o duelo para o qual foi desafiado pelo Major Patterson, que também deseja Elvira. Com a pecha de covarde e apesar de consolado por Lucy, Tom se afasta dos Rumford e consegue emprego no barco do Comodoro Orlando Jackson. Um dia, Tom conversa com o Capitão Blackie, quando este, acidentalmente, atira em si mesmo e morre. Transformado pelo comodoro na atração O Assassino Cantador, Tom precisa convencer Lucy, a quem passou a amar, que não matou ninguém.

## Elenco
| Ator/Atriz          | Personagem                        |
| ------------------- | --------------------------------- |
| Bing Crosby         | Tom Grayson                       |
| W. C. Fields        | Comodoro Orlando Jackson          |
| Joan Bennett        | Lucy Rumford                      |
| Gail Patrick        | Elvira Rumford                    |
| Queenie Smith       | Alabam                            |
| Claude Gillingwater | General Rumford                   |
| John Miljan         | Major Patterson                   |
| Fred Kohler         | Capitão Blackie                   |
| Paul Hurst          | Hefty                             |
| Jack Mulhall        | Duelista (não-creditado)          |
| King Baggot         | Jogador (não-creditado)           |
| Harry Myers         | Gerente do teatro (não-creditado) |
| Mahlon Hamilton     | Jogador (não-creditado)           |